# Death (papierosy)

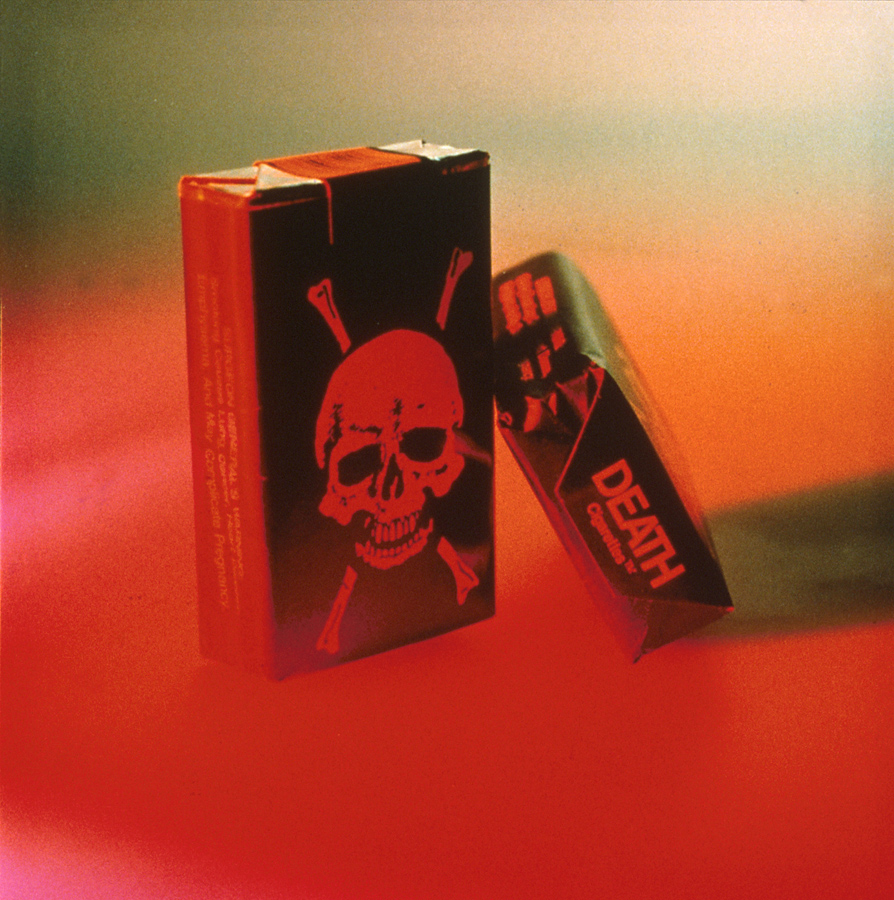
Paczka papierosów Death

Death (ang. 'Śmierć') – marka brytyjskich papierosów, wprowadzona na rynek w 1991 roku przez przedsiębiorcę BJ Cunninghama, który założył przedsiębiorstwo nazywające siebie „Oświeconym Przedsiębiorstwem Tytoniowym” (The Enlightened Tobacco Company). Papierosy Death pakowane były w czarne pudełko, z wizerunkiem czaszki i skrzyżowanych piszczeli, zlokalizowanych nad obowiązkowym rządowym ostrzeżeniem o szkodliwości palenia, a przedsiębiorstwo reklamowało siebie, że jest jedyną firmą w sposób uczciwy informuje o szkodliwości nałogu palenia.
Aby uniknąć wysokich podatków brytyjskich, firma sprzedawała swoje produkty z terenu Luksemburga, po uprzednim zamówieniu pocztowym. Jednakże po orzeczeniu Europejskiego Trybunału Sprawiedliwości, mówiącego że zwolnienia podatkowe przysługują jedynie w przypadku osobistego wwiezienia towarów na teren Zjednoczonego Królestwa, firma w 1999 roku upadła, a papierosy zniknęły z rynku.